# SS Norvegia

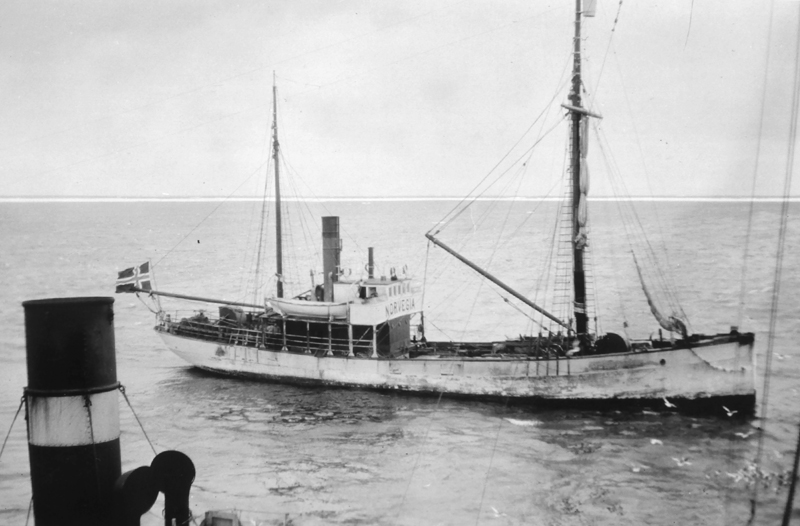
Le Norvegia, vers 1930

Le SS Norvegia est un bateau norvégien motorisé construit en bois et en Norvège en 1919. Ce navire, conçu pour les expéditions, a effectué quatre voyages en Antarctique dans les eaux australes. Il a permis à ce pays de prendre possession de l'île Pierre Ier le 2 février 1929 et durant l'été 1929-1930, de nommer le Queen Maud Land ainsi que d'autres territoires sur la côte-ouest d'Enderby Land qui font partie du Territoire antarctique australien revendiqué par l'Australie depuis le 24 août 1936.